# Kujawska Szkoła Wyższa we Włocławku
Kujawska Szkoła Wyższa we Włocławku – społeczna, niepubliczna uczelnia założona w 1995 roku przez Włocławskie Towarzystwo Naukowe. Jest najstarszą uczelnią niepubliczną w województwie kujawsko-pomorskim. Uczelnia posiada kartę Erasmusa i aktualnie bierze udział w programie Erasmus +.
Jest uczelnią niepaństwową wpisaną do rejestru Ministra Edukacji Narodowej pod pozycją 69. Założycielem jest Włocławskie Towarzystwo Naukowe, które ponosi pełną odpowiedzialność organizacyjną i strategiczną wobec Uczelni. Włocławskie Towarzystwo Naukowe jest jedną z niewielu w Polsce organizacji społecznych o charakterze ogólnym, które posiadają własną uczelnię. W 2020 roku KSW obchodziła 25-lecie swojej działalności naukowo-dydaktycznej.

## Historia Uczelni
W 1993 roku Zarząd Towarzystwa wyszedł z inicjatywą utworzenia przy WTN Wyższej Szkoły Pracy Socjalnej, uczelni niepaństwowej, prowadzącej działalność dydaktyczną i naukowo-badawczą. Prace przygotowawcze do utworzenia pierwszej świeckiej, a drugiej po Wyższym Seminarium Duchownym, uczelni we Włocławku trwały dwa lata. Ostatecznie Wyższa Szkoła Pracy Socjalnej we Włocławku utworzona została decyzją Ministra Edukacji Narodowej nr DNS 3-0145/TBM/133/95 z dnia 22 czerwca 1995 r. na podstawie ustawy z dnia 12 września 1990 r. o szkolnictwie wyższym. Na pierwszego Rektora Uczelni Zarząd WTN wybrał jednogłośnie członka zarządu, inicjatora i głównego koordynatora prac przygotowawczych do utworzenia uczelni, prof. dr hab. Bogdana Wawrzyniaka. 
Szkoła posiadała prawo nadawania licencjatu w dziedzinie praca socjalna na trzechletnich studiach zawodowych. 11 maja 1996 roku na wniosek kolejnego  rektora, prof. dr hab. Mirosława Krajewskiego uczelnia zmieniła nazwę na Wyższą Szkołę Humanistyczno-Ekonomiczną (WSHE). W 1999 roku uczelnia otrzymała zgodę na uruchomienie drugiego kierunku studiów - ochrona środowiska.
Rektorzy uczelni:
1995–1996 prof. dr hab. Bogdan Wawrzyniak
1996–2002 prof. dr hab. Mirosław Krajewski
2002–2005 prof. dr hab. Jerzy Garbacz.
2005–2006 prof. dr hab. Ryszard Łaszewski
2006–2008 prof. dr hab. Wojciech Gulin
2008–2009 prof. dr hab. Henryk Stępień
2009–2020 prof. nadz. dr hab. Stanisław Kunikowski
2020–2022 dr inż. Adam Rejmak
2022–2023 prof. dr hab. Henryk Stępień
2023–2024 prof. dr hab. Jerzy Garbacz
2024–… dr Katarzyna Wieniecka 

## Struktura uczelni

### Wydziały
Źródło.
- Wydział Nauk Społecznych
- Wydział Nauk o Zdrowiu
- Wydział Nauk Technicznych
- Wydział Mechaniczny – filia w Grudziądzu

#### Jednostki ogólnouczelniane
- Studium informatyki
- Studium języka polskiego i kultury
- Studium języków obcych
- Studium wychowania fizycznego
- Akademickie Biuro Karier
- Akademicki Związek Sportowy

## Kształcenie

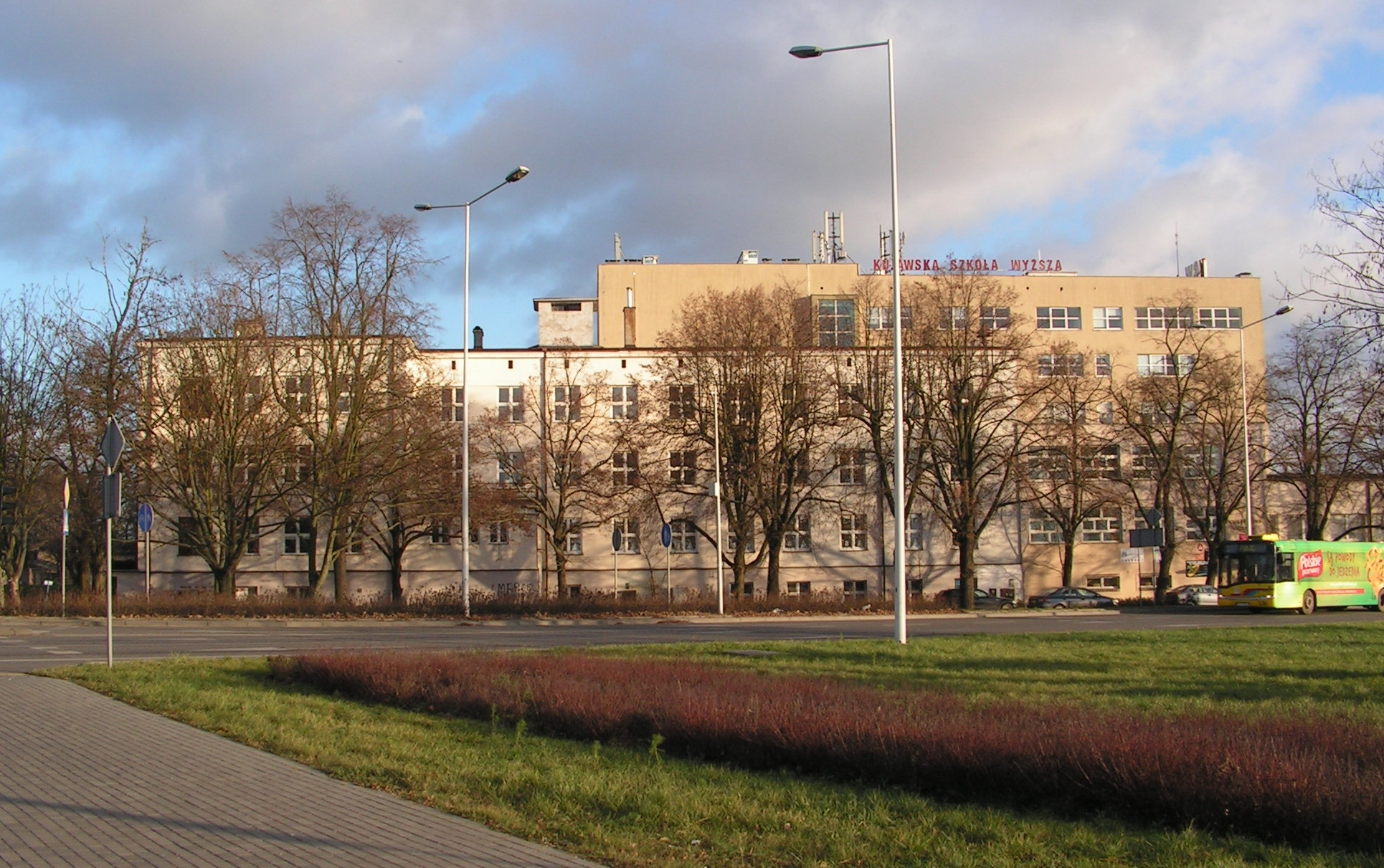
Zespół budynków Kujawskiej Szkoły Wyższej przy ul. Okrzei we Włocławku

W r. akad. 2023/24 uczelnia oferuje kształcenie na kierunkach pierwszego i drugiego stopnia oraz jednolitych studiach magisterskich we Włocławku oraz filii w Grudziądzu.

Studia I stopnia  – licencjackie i inżynierskie:
- administracja
- bezpieczeństwo i higiena pracy
- bezpieczeństwo narodowe
- budownictwo
- dietetyka
- energetyka
- logistyka
- pedagogika
- pielęgniarstwo
- inżynieria mechaniczna

Studia II stopnia – uzupełniające magisterskie:
- bezpieczeństwo narodowe
- pedagogika
- pielęgniarstwo

Jednolite studia magisterskie:
- fizjoterapia

Dodatkowo studenci mogą podjąć studia podyplomowe (m.in. administracja samorządowa, bhp, doradztwo zawodowe, kadry i płace, logistyka, zarządzanie oświatą i wiele innych kierunków).
W przeszłości KSW prowadziła również studia na kierunkach: filologia polska, historia oraz ochrona środowiska.

## Nagrody i wyróżnienia
- 2014 – Medal Honorowy za zasługi dla Województwa Kujawsko-Pomorskiego[11]